# Borgo San Giacomo (Osimo)
(Gino Vinicio Gentili, dalla poesia La Porta del «Vetvs Avximvm» o de San Giacomo)
Borgo San Giacomo (localmente el Borgo) è un quartiere della città di Osimo, in provincia di Ancona. Al suo interno viene spesso incluso anche il quartiere della Misericordia, che ha come centro la omonima chiesa. Il quartiere è situato a nord-ovest del centro abitato di Osimo, e si trova mediamente a 214 metri sul livello del mare. La dedica a San Giacomo Maggiore gli fu conferita nel XIII secolo.

## Geografia
L'abitato di Borgo San Giacomo ha il suo centro sulla sommità d'una collina a forma di sella, posta a metà tra il Monte Fiorentino a ovest e il colle Gòmero, sul quale si trova Osimo, ad est. Il nucleo centrale è compreso fra la fine della strada detta Costa, che conduce al centro di Osimo, e il Cimitero Maggiore della città, situato nei pressi del Monte Fiorentino. Il centro si ha più o meno in Largo Vittorio Veneto.
Dal nucleo centrale del Borgo si snodano la Via Roncisvalle (conosciuta localmente come la Gattara) che va a settentrione, e la sunnominata Costa, che sale verso est. A meridione si trova l'abitato della Misericordia.

## Altimetria
Scendendo da Osimo attraverso la Costa si passa da 247 a 214 metri d'altitudine, che è l'elevazione media sul livello del mare del quartiere Borgo. Dai 214 metri del nucleo centrale procedendo per Via Roncisvalle si scende a 177, all'altezza della Chiesa dei Santi Martiri Osimani. Monte Fiorentino si eleva invece fino ai 218,7 metri s.l.m.

## Popolazione
Nel 1978 Borgo San Giacomo contava 3 670 abitanti, di cui il 50,08 % donne. Al giorno d'oggi il numero degli abitanti appare drasticamente calato: l'abitato del Borgo e della Misericordia contano circa 1900 residenti.

## Storia

### Dalle origini ai Romani
Le prime testimonianze di frequentazione umana nella zona del quartiere Borgo sono state trovate tra il 1890 e il 1910 e consistevano in corredi di origine greca e locale, vasi, fibule, armi, lucerne e utensili vari risalenti a 2400 anni fa. A quel tempo, sebbene già dal V secolo a.C. sorgesse sul colle Gòmero l'abitato dell'antica Auximum, Borgo San Giacomo non esisteva ancora, ma vi era solo un sepolcreto nella zona dove sono stati rinvenuti questi resti (Via Fratelli Cervi).
Nel I secolo d.C. Osimo era stata romanizzata e si stavano formando le tre contrade principali del Borgo: la Costa, Via Roncisvalle e la Piana. La Via Nuceria-Trea-Auximum-Ancona si staccava dalla Flaminia nei pressi di Nocera Umbra ed entrava ad Osimo tramite Porta Musone, per poi uscire attraverso Porta San Giacomo e scendere lungo Via Roncisvalle in direzione di Ancona. Lungo l'attuale Costa e in fondo a Via Roncisvalle, dove sono stati trovati resti di ville romane, nacque un agglomerato di case, attorno all'importante via romana. L'abitato della Piana invece dovrebbe essersi formato sulla via che collegava Osimo a Jesi.

### I Santi Martiri Osimani
Nel IV secolo avvenne in fondo a Via Roncisvalle la nota lapidazione di Fiorenzo e degli altri martiri osimani. Sisinio il diacono, Dioclezio e Fiorenzo, schiavi liberati da Faltonio Pianiano grazie all'opera di Sant'Antimo, di fronte alle autorità religiose romane rifiutarono di venerare gli dèi e di abiurare il Cristianesimo, che si stava diffondendo nel Piceno, e per questo furono condannati a morte e lapidati.
Nel VI secolo Procopio di Cesarea parlava di un tempietto costruito dai cristiani in onore dei tre lapidati, situato dove oggi sorge la chiesa dei Santi Martiri Osimani. Attorno all'anno 1000 vi si sarebbero stabiliti i monaci di San Benedetto da Norcia.

### Dal XIII al XVII secolo
Nel 1220 San Francesco d'Assisi passò per la chiesa di San Fiorenzo e del suo passaggio resta il tradizionale episodio della pecora che egli acquistò per compassione. Qualche anno dopo si scrisse per la prima volta della chiesa di San Giacomo, che poi denominò l'intero Borgo, situata con il suo ospedale all'inizio della Piana.
Nello Statuto Cittadino Osimano del 1308 si ritrova qualche accenno su Borgo San Giacomo, che risultava il principale fra gli altri quartieri e rioni osimani. Per esempio, nello statuto si ordinava di tenere il mercato comunale nel quartiere Borgo e di mantenere la strada recta, ossia la Costa, pulita, e le altre spianate e custodite.
Fino al 1384 risultano i monaci Silvestrini di Fabriano presso la chiesa di San Fiorenzo. Nello stesso periodo è attestata la presenza della chiesa di Santa Maria di Roncisvalle, che ospitava un crocifisso che emanò sangue, distrutta poi alla fine del XVI secolo. Risultavano da riparare San Giacomo e San Fiorenzo, quest'ultima danneggiata dal passaggio dei mercenari Bretoni.
Nel XV secolo i beni di San Fiorenzo e dell'ospedale di Santa Maria di Roncisvalle passarono al monastero di San Niccolò. Nel 1477 nei pressi del fosso di San Valentino si tenne lo scontro decisivo della nota Battaja del porcu, nel quale Boccolino di Guzzone scacciò gli anconitani di Astorgio Scottivoli da Osimo. Dieci anni dopo furono costruite la Rocca Pontelliana e Porta San Giacomo. Tra XV e XVI secolo si susseguirono alcune vicende che portarono alla soppressione per condotta scandalosa delle suore di San Michele di Monte Fiorentino.
Nel XVII secolo la chiesa di Sant'Antonio, situata sulla Costa, venne demolita e ricostruita nella Piana. Nel 1662 si pose la prima pietra della chiesa della Misericordia.

### Il Settecento e l'Ottocento
Nel 1718 venne fondata la parrocchia della Misericordia. Sul finire del XVIII secolo fu edificata l'attuale chiesa dei Santi Martiri Osimani.
Dell'ultimo quarto del XIX secolo si hanno molte notizie grazie al giornale locale la Sentinella del Musone. Borgo San Giacomo era in quel tempo un quartiere molto povero, dove regnava l'ignoranza e accadevano molti fatti di violenza e di sangue. Nel 1819 Giovanna Cialabrini fondò l'Opera Pia per l'istruzione delle fanciulle povere del Borgo. Le filande aprirono dal 1830 e furono molto importanti per l'economia del quartiere. Nel 1837 fu aperto il Cimitero Maggiore sul Monte Fiorentino. La scena politica era occupata soprattutto da mazziniani, internazionalisti, anarchici, repubblicani, anticlericali e socialisti. Dalla fine dell'Ottocento le filandaie iniziarono a reclamare i propri diritti di lavoratrici.

### Il Novecento
Nel 1922 i primi fascisti distrussero la Casa del Popolo e il Circolo Cattolico presso la Misericordia, per poi inaugurare il Fascio di Osimo. Nel periodo 1930-1931 agì la cellula clandestina comunista detta Banda Ragno, creata anche da alcuni borghigiani.
Sul finire di marzo 1944 presso San Severino Marche avvenne l'eccidio di Chigiano, nel quale furono uccisi e straziati dai tedeschi sette partigiani, tra i quali alcuni provenienti dal Borgo. Alla fine degli anni quaranta per volere della contessa Ida Fregonara Gallo fu costruito l'asilo del Borgo, intitolato al cardinale Muzio Gallo.
Negli anni cinquanta molti borghigiani dovettero emigrare per la difficile situazione economica. Nel decennio successivo invece proliferarono in tutto il Borgo le botteghe artigiane, cosa che migliorò le condizioni economiche di molti residenti.
Grazie all'operato di padre Biagio Anastasi, nel 1973 venne inaugurata la nuova chiesa della Misericordia.

## Dialetto
Quello di Borgo San Giacomo non è un dialetto a sé stante, ma è una forma del dialetto osimano a metà tra la sua variante cittadina del centro e quella di campagna, parlata nelle frazioni di Osimo. Infatti, il vernacolo parlato una volta dai borghegià (gli abitanti del Borgo), che adesso è quasi scomparso, rassomigliava molto all'osimano di città, ma con caratteristiche lessicali e di pronuncia molto vicine al dialetto rurale. Ad esempio:
- al Borgo si utilizzavano parole più distanti dall'italiano (es. tònniga, abrèo, cerègio) e non usate in città, la cui parlata era più italianizzata;
- la parlata del centro riconduceva le -u finali del dialetto ad -o, avvicinandosi all'italiano, cosa che invece non accadeva al Borgo;
- al Borgo si risentiva l'influsso del vernacolo rurale, per cui si diceva stacéo, dacéo e ndacéo al posto di stào, dào e ndào, usati in città.

Purtroppo oggigiorno, a causa dell'invasione del linguaggio televisivo e moderno e dell'abitudine di molti di non considerare il dialetto come una lingua parallela all'italiano per la comune origine latina, il vernacolo del Borgo è vicino alla scomparsa assieme a tutti gli idiomi della zona, che risultano adesso molto italianizzati.